# Свен-Гуннар Ларссон
Свен-Гуннар Ларссон (швед. Sven-Gunnar Larsson, нар. 10 травня 1940) — шведський футболіст, що грав на позиції воротаря.
Виступав, зокрема, за клуб «Еребру», а також національну збірну Швеції.

## Клубна кар'єра
У дорослому футболі дебютував 1958 року виступами за команду «Сааб», в якій провів чотири сезони, виступаючи у нижчих дивізіонах. Своєю грою за цю команду привернув увагу представників тренерського штабу вищолігового клубу «Еребру», до складу якого приєднався 1962 року. Дебютував у Аллсвенскан 26 серпня 1962 року в матчі проти «Ельфсборга» (4:3) і загалом відіграв за команду з Еребру наступні чотрнадцять сезонів своєї ігрової кар'єри. Більшість часу, проведеного у складі «Еребру», був основним голкіпером команди.
У листопаді 1965 року він уклав аматорський контракт із англійським «Сток Сіті», який грав у найвищому дивізіоні Англії, 1-му дивізіоні. Однак англійська Футбольна асоціація не дозволила Ларссону грати, а клуб оштрафувала на 100 фунтів стерлінгів, і його єдиною появою на футболці «гончарів» став товариський матч з московським «Динамо».
Завершив ігрову кар'єру у фінській команді «Гранкулла», за яку виступав протягом 1976—1978 років.

## Виступи за збірну
31 жовтня 1965 року дебютував в офіційних іграх у складі національної збірної Швеції  в товариському матчі проти Норвегії (0:0).
У складі збірної був учасником чемпіонату світу 1970 року у Мексиці, де зіграв у матчах з Ізраїлем (1:1) та Уругваєм (1:0), але його команда не подолала груповий етап, та чемпіонату світу 1974 року у ФРН, де жодного разу на поле не виходив.
Після другого для себе «мундіалю» Ларссон за збірну більше не грав. Загалом протягом кар'єри у національній команді, яка тривала 10 років, провів у її формі 27 матчів і пропустив 34 голи.